# Grant Mulvey
Grant Michael Mulvey (* 17. September 1956 in Sudbury, Ontario) ist ein ehemaliger kanadischer Eishockeyspieler, -trainer und -funktionär, der im Verlauf seiner aktiven Karriere zwischen 1972 und 1984 unter anderem 628 Spiele für die Chicago Black Hawks und New Jersey Devils in der National Hockey League (NHL) auf der Position des rechten Flügelstürmers bestritten hat. Seinen größten Erfolg feierte Mulvey, dessen jüngerer Bruder Paul ebenfalls professioneller Eishockeyspieler war, zum Ende seiner Karriere in Diensten der Maine Mariners, mit denen er im Jahr 1984 den Calder Cup gewann.

## Karriere
Mulvey verbrachte seine Juniorenzeit zunächst zwischen 1972 und 1973 bei den Penticton Broncos in der British Columbia Junior Hockey League (BCJHL). Nach einer beeindruckenden Spielzeit mit 85 Scorerpunkten aus 55 Spielen und der Wahl ins Second All-Star Team der Liga, wechselte er für die folgende Spielzeit zu den Calgary Centennials in die Western Canada Hockey League (WCHL). Auch dort wusste der Außenstürmer zu überzeugen, und so wurde er im NHL Amateur Draft 1974 bereits in der ersten Runde an 16. Stelle von den Chicago Black Hawks aus der National Hockey League (NHL) ausgewählt.
Der Erstrunden-Pick der Black Hawks verdiente sich zur Saison 1974/75 gleich einen Platz im Kader des Teams. Der 18-Jährige erreichte aber lediglich elf Scorerpunkte in seinem Rookiespieljahr, steigerte sich in den folgenden vier Jahren aber und punktete stets um die 30-mal pro Saison. Seine beste Saison absolvierte der Stürmer jedoch in der Spielzeit 1979/80, als ihm 65 Punkte – darunter 39 Tore – im Dress Chicagos gelangen. Insgesamt verblieb Mulvey neun Spieljahre in der „Windy City“. Aufgrund einer langwierigen Knieverletzung verpasste er aber den Großteil der Saison 1982/83, in der er nur drei Partien für die Black Hawks absolvierte.
Dies sollten zugleich seine letzten Spiele für Chicago gewesen sei, da er kurz vor dem Beginn der Saison 1983/84 von den New Jersey Devils über die Waiverliste ausgewählt wurde. Für die Devils bestritt der Kanadier im Saisonverlauf weitere zwölf NHL-Spiele, verbrachte den Großteil der Spielzeit aber beim Farmteam, Maine Mariners, in der American Hockey League (AHL). Mit diesen gewann er zum Karriereende den Calder Cup, da der 33-Jährige im Sommer 1984 seine aktive Karriere für beendet erklärte.
Nach einer mehrjährigen Pause kehrte Mulvey Mitte der 1990er-Jahre ins Eishockeygeschäft zurück, nachdem er im Jahr 1992 seinen Abschluss in Betriebswirtschaftslehre an der University of Illinois at Chicago gemacht hatte. Zur Saison 1994/95 wurde er als Präsident und General Manager der Chicago Wolves aus der International Hockey League (IHL) vorgestellt. Diese Posten füllte er insgesamt drei Spieljahre aus. Zusätzlich übernahm er ab der Spielzeit 1995/96 den Posten des Cheftrainers. Seine Amtszeiten endeten im März 1996, als er kurz vor dem Saisonende aus allen Ämtern ausschied.

## Erfolge und Auszeichnungen
- 1973 BCJHL Second All-Star Team
- 1984 Calder-Cup-Gewinn mit den Maine Mariners

## Karrierestatistik
(Legende zur Spielerstatistik: Sp oder GP = absolvierte Spiele; T oder G = erzielte Tore; V oder A = erzielte Assists; Pkt oder Pts = erzielte Scorerpunkte; SM oder PIM = erhaltene Strafminuten; +/− = Plus/Minus-Bilanz; PP = erzielte Überzahltore; SH = erzielte Unterzahltore; GW = erzielte Siegtore; 1 Play-downs/Relegation; Kursiv: Statistik nicht vollständig)